# Brother oh Brother
„Brother oh Brother” – trzeci singiel szwedzkiego piosenkarza Månsa Zelmerlöwa z debiutanckiego albumu studyjnego Stand by for…. Tekst i muzyka piosenki zostały napisane przez Fredrika Kempe i Henrika Wikströma. Utwór ten startował w Konkursie o Bursztynowego Słowika na Sopot Festival 2008. Piosenka znalazła się na 7 pozycji listy przebojów w Szwecji.

## Lista utworów
1. „Brother oh Brother” (Original Version) – 3:26
2. „Brother oh Brother” (Video Version) – 3:37
3. „Brother oh Brother” (Payami Remix) – 3:59
4. „Brother oh Brother” (PJ Harmony Remix) – 4:19
5. „Brother oh Brother” (West Coast Version) – 4:15

## Pozycje na listach
| Kraj    | Lista (2007/2008) | Najwyższa pozycja |
| ------- | ----------------- | ----------------- |
| Szwecja | Top 60 Singles    | 7                 |